# أندريه ماركوفيتش
أندريه ماركوفيتش (بالفرنسية: André Markowicz)‏ هو مترجم وكاتب وشاعر فرنسي. من بين الأعمال الذين ترجمهم أعمال فيودور دوستويفسكي.
1. ↑  مذكور في: استنادات المكتبة الوطنية الفرنسية. الوصول: 31 ديسمبر 2019. مُعرِّف المكتبة الوطنية الفرنسية (BnF): 11914636p. المُؤَلِّف: المكتبة الوطنية الفرنسية. لغة العمل أو لغة الاسم: الفرنسية.
2. ↑  مُعرِّف المكتبة الوطنية الفرنسية (BnF): 11914636p.
3. ↑  مذكور في: استنادات المكتبة الوطنية الفرنسية. مُعرِّف المكتبة الوطنية الفرنسية (BnF): 11914636p. الوصول: 10 أكتوبر 2015. المُؤَلِّف: المكتبة الوطنية الفرنسية. لغة العمل أو لغة الاسم: الفرنسية.
4. ↑  وصلة مرجع: https://www.ulaval.ca/notre-universite/prix-et-distinctions/doctorats-honoris-causa-de-luniversite-laval/recipiendaires-doctorat-honoris-causa-2015-2016/andre-markowicz.html.
5. ↑  وصلة مرجع: https://www.prix-nelly-sachs.com/laureats.html.